# Geraldo Ferraz (historiador)
Geraldo Ferraz de Sá Torres Filho (Recife, 30 de dezembro de 1955) é um historiador brasileiro, escritor e pintor.
Estudioso do Cangaço, fez várias palestras e tem trabalhos apresentados e publicados neste tema.

## Formação
Formado em Administração de Empresas, com pós-graduação em Administração Pública.

## Profissão
Servidor público da Prefeitura do Recife, no cargo de Administrador.
Membro da Comissão Central de Inquéritos da Secretaria de Assuntos Jurídicos

## Palestras proferidas
- Pernambuco no tempo do cangaço, no Segundo Festival Recifense de Literatura - 2004;
- Cangaço no Nordeste, na Primeira Festa Literária de Porto de Galinhas - Fliporto, 2005;
- A valorização do estudo e da pesquisa na história regional, no Primeiro Festival Literário de Garanhuns, 2006;
- O Programa Quarta às Quatro, na Festa Internacional Literária de Porto de Galinhas, 2007;
- O combate ao cangaço - Memória e cultura, no Primeiro Congresso Nacional do Cangaço, em Brasília, 2007;
- Cangaceiros e volantes, no Segundo Encontro Regional da Academia de Letras e Artes do Nordeste, 2008;
- O combate ao cangaceirismo, no XI Forum do Cangaço, Mossoró, 2008.

## Coordenação literária
- Quartas às Quatro - Evento semanal, nas tardes das quartas feiras, na UBE-PE[2]

## Prêmios e homenagens
- Medalha Pernambucana do Mérito Policial Militar, 2003;
- Comenda Comemorativa da centésima edição do Jornal Viva Gravatá - destaque como escritor, 2007;
- Prêmio Amaro Quintas da Academia Pernambucana de Letras, versão 2008, com a obra Pernambuco no tempo do Cangaço - Theophanes Ferraz Torres, um bravo militar, 2009.

## Entidades Literárias
- Centro de Estudos de História Municipal - CEHM;[2]
- Núcleo Pernambucano de História;
- Instituto Cultural Gravataense - (Gravatá);
- Academia de Letras e Artes de Gravatá (vice-presidente, função assumida em 2011);[2]
- Sociedade Brasileira de Estudos do Cangaço - (Mossoró);[2]
- União Nacional de Estudos Históricos e Sociais - (São Paulo);[2]
- Academia Serratalhadense de Letras - (Serra Talhada) - sócio correspondente;[2]
- União Brasileira de Escritores - Seção Pernambuco - Atual vice-presidente;
- Academia de Letras e Artes do Nordeste - eleito para a cadeira 29 em 29 de maio de 2010.[2]

## Livros publicados
- Pernambuco no tempo do Cangaço - Theophanes Ferraz Torres, um bravo militar (2 volumes)[3][4]
- Theophanes Ferraz Torres - Um herói militar na Cavalaria de Pernambuco

## Participação em coletâneas
- O Eikosameron. Recife: Paulo Camelo, 2020. ISBN 978650001931-5